# تجفيف الطعام

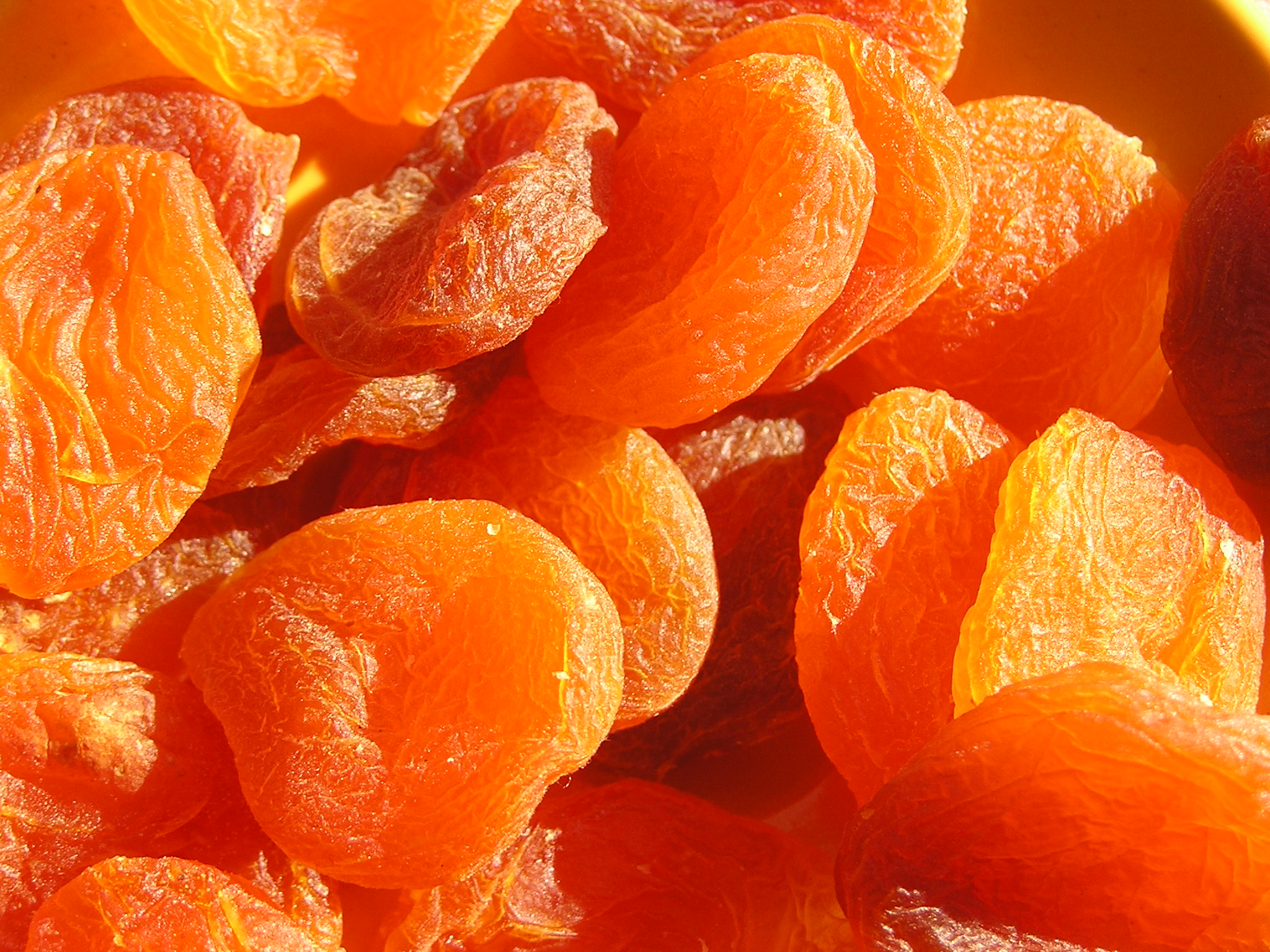
مشمش مجفف

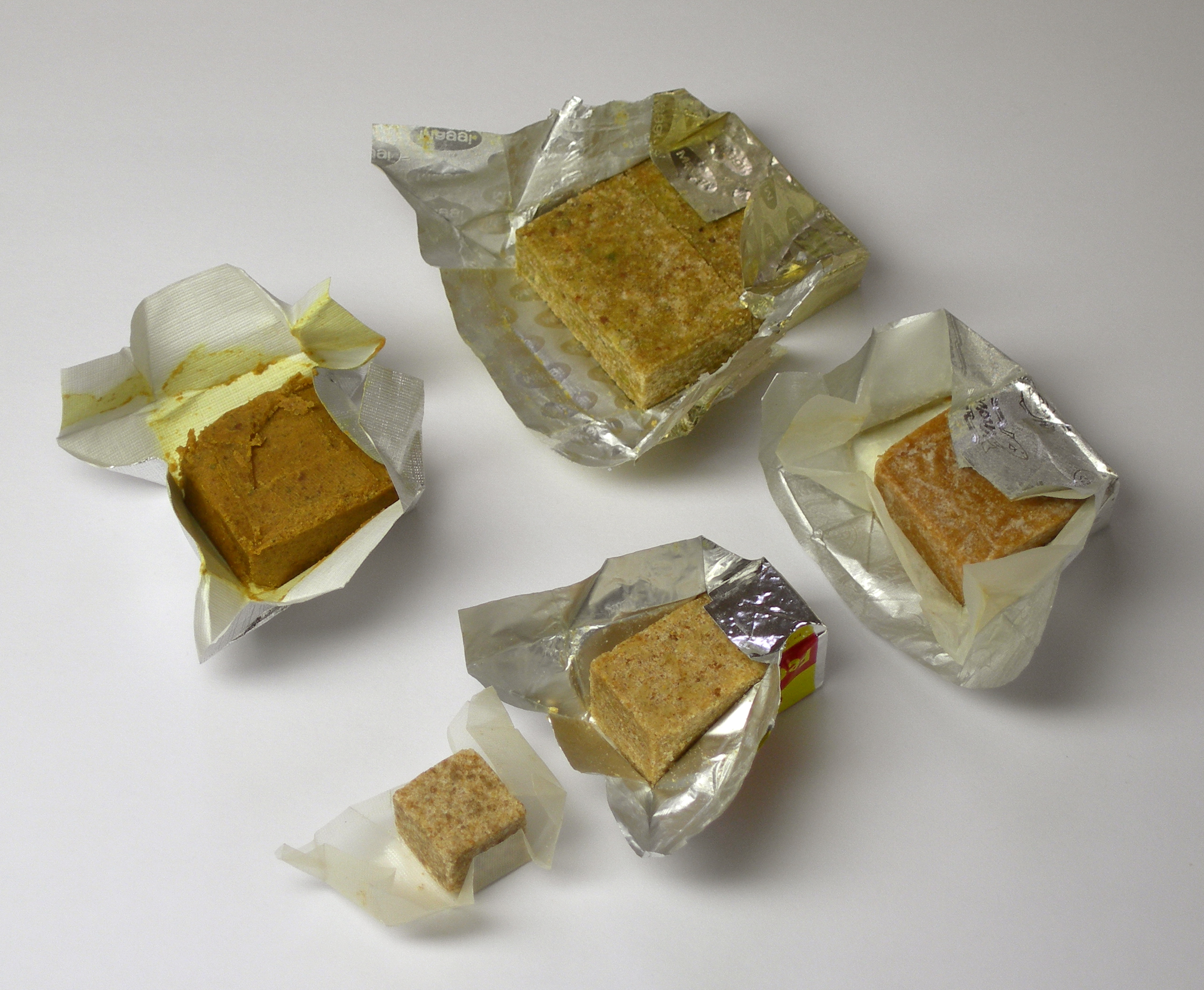
مكعبات مرقة مجففة

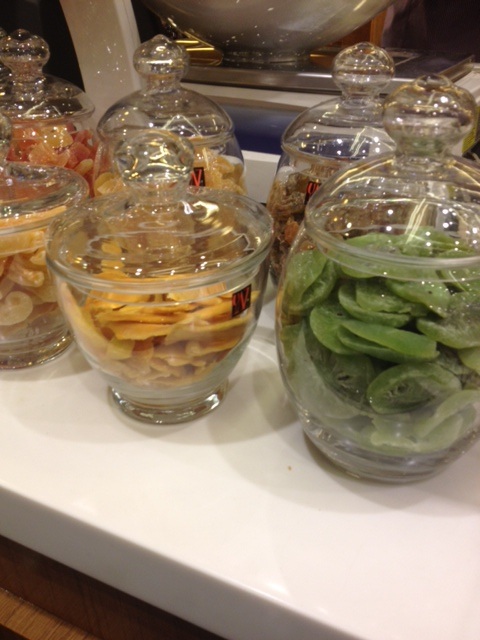
فواكه مجففة معروضة للبيع في الأردن.

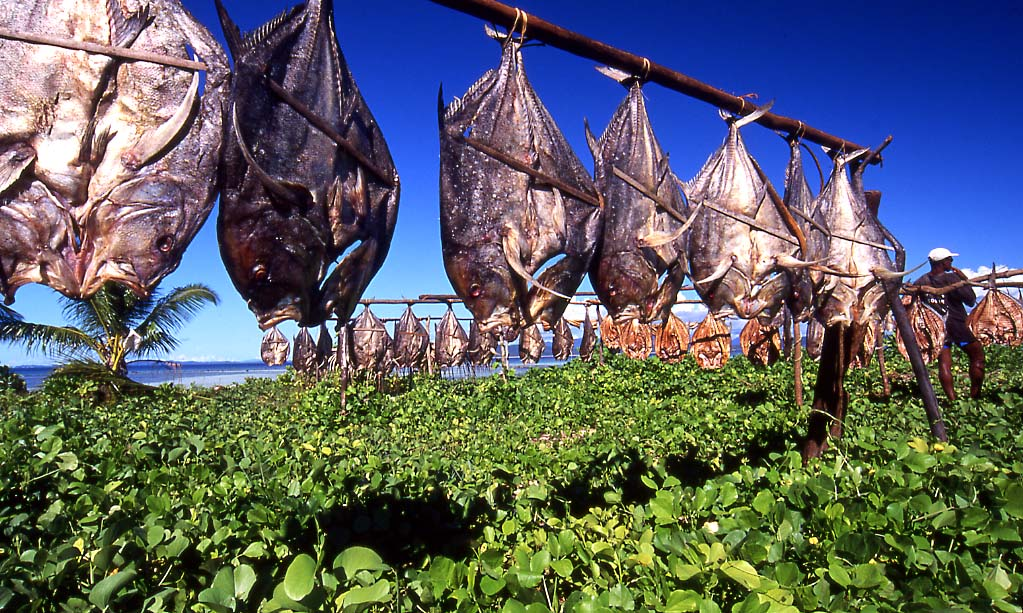
أسماك مسطحة يتم تجفيفها في الشمس في مدغشقر. ويتم حفظ الأسماك من خلال استخدام مثل هذه الوسائل التقليدية مثل التجفيف والتدخين والتمليح.

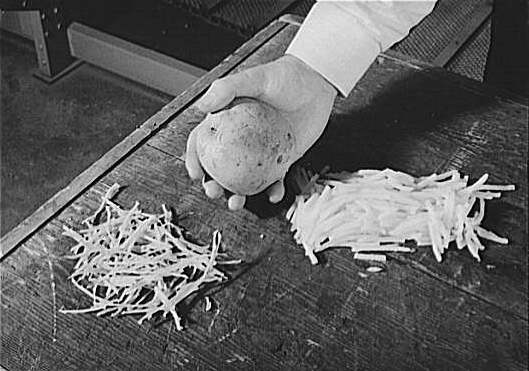
بطاطا كاملة، وقطع شرائح (يمين)، وقطع شرائح مجففة (يسار)

التجفيف وسيلةٌ لحفظ الأغذية، والتي تتضمن إزالة الماء من الطعام، مما يعمل على منع نمو البكتريا، وقد كانت تتم ممارسة هذه الآلية منذ العصور القديمة؛ حيث كان الهدف منها حفظ الأغذية. ويمكن لجهاز نزع الماء من الأغذية الشمسي أو الكهربي الإسراع من عملية التجفيف بشكل كبير، مع ضمان الحصول على نتائج أكثر ثباتًا. فعادةً ما يتم التخلص من المياه عن طريق التبخر (التجفيف بالهواء أو التجفيف بالشمس أو التدخين أو التجفيف بالرياح) ولكن،
في حالة التجفيف بالتجميد، يتم أولًا تجميد الأغذية، وبعدها تتم إزالة الماء عن طريق التسامي.
تحتاج البكتيريا والخمائر والفطريات إلى الماء الموجود في الأغذية حتى تنمو، ويعمل التجفيف بشكل فعال على منعها من العيش في الأطعمة.

## أنواع الأغذية

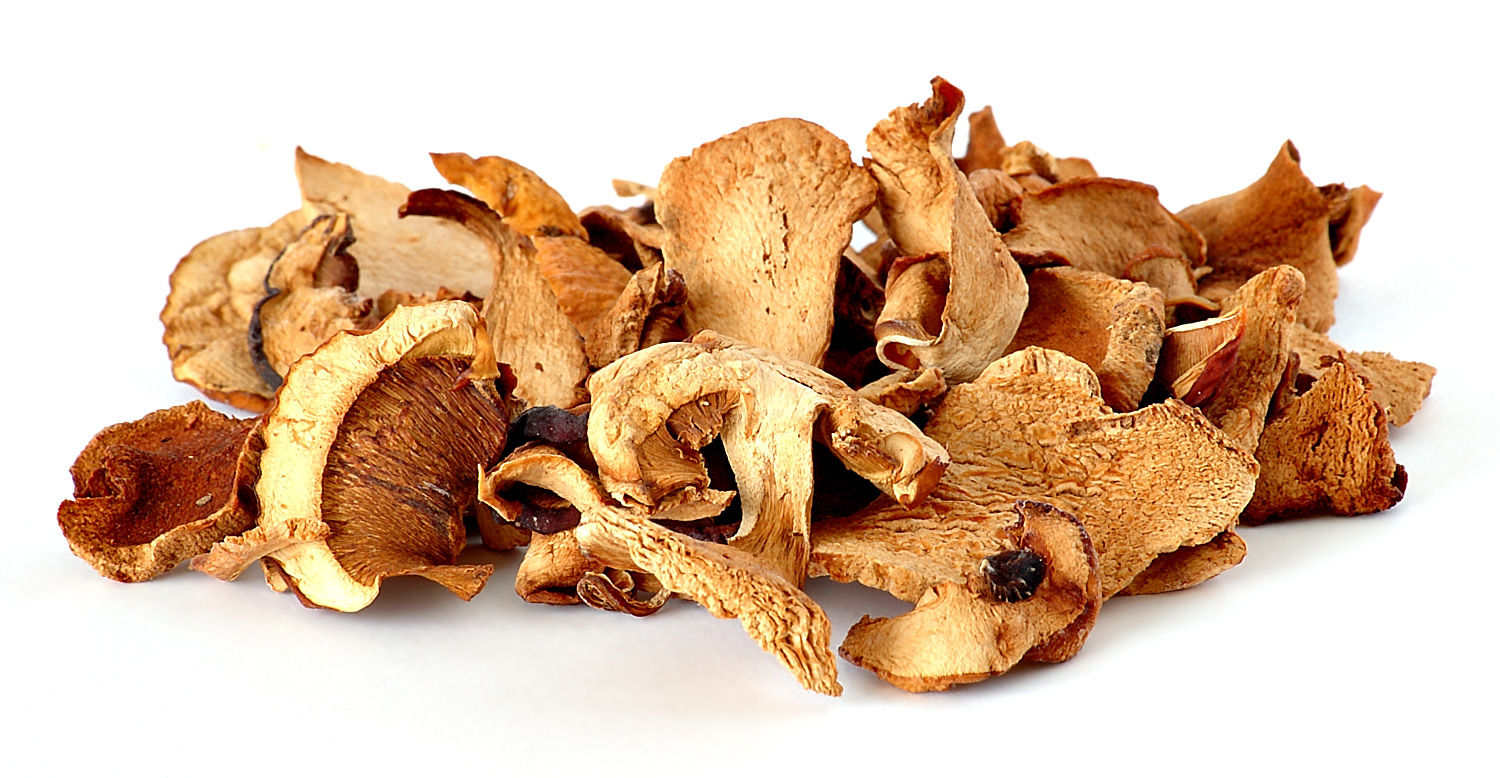
مجموعة من فطريات عيش الغراب المجففة

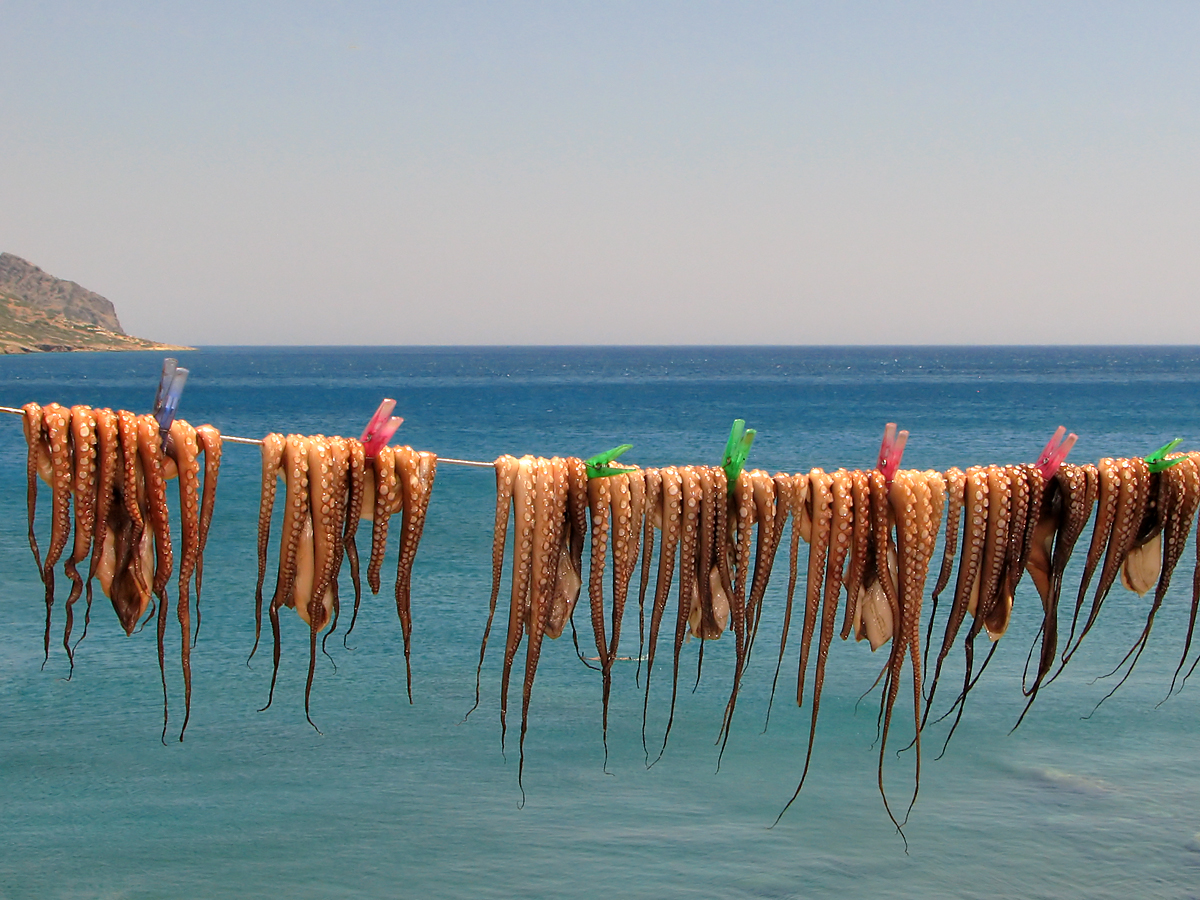
أخطبوط

يتم تجفيفه بالشمس. يتم إعداد العديد من الأغذية من خلال استخدام آلية التجفيف التي تتضمن نزع الماء من الأطعمة. ومن أفضل الأمثلة على ذلك تجفيف اللحوم مثل لحم الماعز المدخن (ويُعرف كذلك باسم لحم الماعز بارما) واللحم البقري الإيطالي المجفف واللحم البقري المقدد. ويعد لحم الرنة المجفف والمملح الغذاء التقليدي لسكان القومية السامية. أولًا، يُنقع / يخلل اللحم في المياه المالحة ليومين لضمان أن يكون اللحم محفوظًا.
ثانيا يُجفف اللحم في الشمس في فصل الربيع عندما تكون درجة حرارة الهواء تحت الصفر. ويمكن بعد ذلك إعداد اللحم المجفف هذا لعمل حساء.
عند تجفيف الفاكهة تتغير خصائصها بشكل كامل : فيصبح البرقوق قراصيا، ويصبح العنب زبيبًا؛ كذلك يتحول التين والتمور إلى منتجات جديدة مختلفة، يمكن تناولها على حالها أو بعد معالجتها بالتجفيف. ومع ذلك، عند تجفيف العنب إلى زبيب، تُستنفد مضادات الأكسدة (فيتامين ج، د، الأوراك) وفيتامين ب، مما يجعل الفاكهة المجففة أقل من حيث الفائدة الغذائية عن الفاكهة الأصلية. ويمكن تجفيف الخضروات والفواكه وحتى اللحوم المنزلية (لعمل اللحم المقدد) بالمنزل من خلال التجفيف بالشمس أو استخدام أجهزة التجفيف الكهربائية (جهاز منزلي). وقد تستخدم بعض المواد الحافظة في عملية التجفيف مثل ميتابيسفليت البوتاسيوم أو هيدروكسي أنيسول بوتيامي (BHA) أو هيدروكسي تولوين بوتيلي (BHT). ولا يتطلب الأمر وجود مثل هذه المواد الحافظة، ومع ذلك قد تكون المنتجات المجففة التي لا تشتمل على هذه المواد الحافظة بحاجة إلى تبريدها أو تجميدها لضمان تخزينها لفترة أطول.
وغالبًا ما تكون الخضروات المجففة المجمدة ضمن أغذية هواة السياحة والصيادين والعسكريين وما إلى ذلك. وفي كثير من الأحيان، يتم تجفيف الثوم والبصل. كذلك، يمكن في بعض الأحيان تجفيف نوعي فطر عيش الغراب الصالح للأكل سيلوسيبين، فضلًا عن غيرها من الفطريات لأغراض حفظها، وذلك للتأثير على فعالية المكونات الكيميائية، أو أنها قد تستخدم كتوابل.
ولقرون عدة، كانت معظم الأنظمة الغذائية الأوروبية تعتمد على سمك القد المجفف، الذي يُعرف باسم القد المملح أو سمك القد (bacalhau) (مملّح) أو سمك الفسيخ (بدون ملح). ولقد كان هذا النوع من السمك يشكل مصدرًا أساسيًا للبروتين يقتات منه العبيد العاملون بالمزارع الهندية الغربية، فضلًا عن كونه يمثل قوة اقتصادية هائلة في مجال التجارة ثلاثية الأطراف. ويعد لحم سمك القرش المجفف، المعروف باسم هاكارل، من أشهى الأطعمة في أيسلندا، ويقابل الهاكارل في المنطقة العربية اللخم ويعد أيضاً من الأطعمة المعروفة في حضرموت وهو أيضاً مُعَد من سمك القرش المجفف.

## تحضيراتها
تعتمد عمليات حفظ الطعام بالتجفيف على تقليل أو تجفيف الماء لمنع أو تخفيف نمو البكتريا فيها. كما يخفف التجفيف من وزن الطعام مما يسهل نقله. ويمكن تجفيف اللحوم والفواكة والبقولات والخضار.

## طرق التجفيف
1- التجفيف بالشمس: هي من الحرارة المنخفضة في عملية التجفيف .مثلا الزبيب يحتاج من (10-25يوم) ,من المزايا لهذه العملية: رخيصة، العيوب: تحتاج المزيد من العمل، تحتاج وقت طويل من الصعب التحكم في جودة المنتج.
2- الحمل الحراري للهواء : يتم التحكم بحركة الهواء من قبل المراوح مثلا يحتاج الحزام الناقل للتجفيف، يستطيع تجفيف السائل والحبيبات. درجة حرارة الهواء تتراوح ما بين (90-104سيليسيوس) و لمدة ما بين (15-28ساعة) ,, المزايا: معدلات انتاجها عالية، التكلفة منخفضة. اما العيوب: تحتاج مساحات كبيرة جدا من اجل عملية التجفيف وتكون بطيئة بعض الشيء.
3- التجفيف المميع(fluidized): يستند مبدا العملية على استخدام قوة الهواء من خلال لوحة مثقبة لتجفيف المنتجات في غرفة افقية الشكل، يعلق المنتج في مجرى الهواء ما بين (300-350فهرنهايت/149-177سيليسيوس) و يتصرف كسائل. من المزايا: تقليل الرطوبة، تحتاج طاقة قليلة، نظام مرن وسهل. اما العيوب: صعب استخدامه لهذه المنتجات كالبودرة أو الحبيبات.
4- التجفيف بالرش: يتم رش المواد الغذائية السائلة في غرفة ساخنة من خلال فوهة أو عن طريق قرص(الطرد المركزي) . المزايا: وقتها قصير جدا، تبقي نكهة ولون و القيمة الغذائية للمنتج . اما العيوب: يحتاج تركيز معين قبل الرش، يجب ان ينشا المنتج من المحاليل أو المعجون.
5- تجفيف بالميكروويف: هذه العملية من التكنولوجيا الجديدة والحديثة للتجفيف، تكون الحرارة على شكل موجات الراديو متذبذبة وسريعة مما يؤدي إلى ازالة الرطوبة من المنتجات الغذائية. يشمل المنتجات ذات صلة بالمعكرونة والوجبات الخفيفة والخضراوات. من المزايا: تحتاج وقت قصير جدا، ارتفاع معدل الإنتاج، توفر مساحة كافية في استخدام الطاقة، تخفض عدد البكتيريا. اما العيوب: ممكن ان ينفخ بعض المنتجات وايضا صعب التعامل مع المنتج.
هناك العديد من الطرق أيضا لتجفيف الطعام. أهمها:
- التجفيف بالفرن
- التجفيف بالبخار
- استعمال ألات التجفيف